# Abax parallelepipedus
Espèce
Synonymes
- Abax (Abax) parallelepipedus (Piller & Mitterpacher, 1783)[1]
- Abax ater (Villers) auct.[1]
- Abax podolicus Motschulsky, 1850[1]
- Carabus ater Villers, 1789[1]
- Carabus clavipes Bergsträsser, 1778[1]
- Carabus depressus Olivier, 1795[1]
- Carabus dubius Cuvier, 1833[1]
- Carabus parallelepipedus Piller & Mitterpacher, 1783[1]
- Carabus striola Fabricius, 1792[1]
- Feronia striola (Fabricius, 1792)[1]

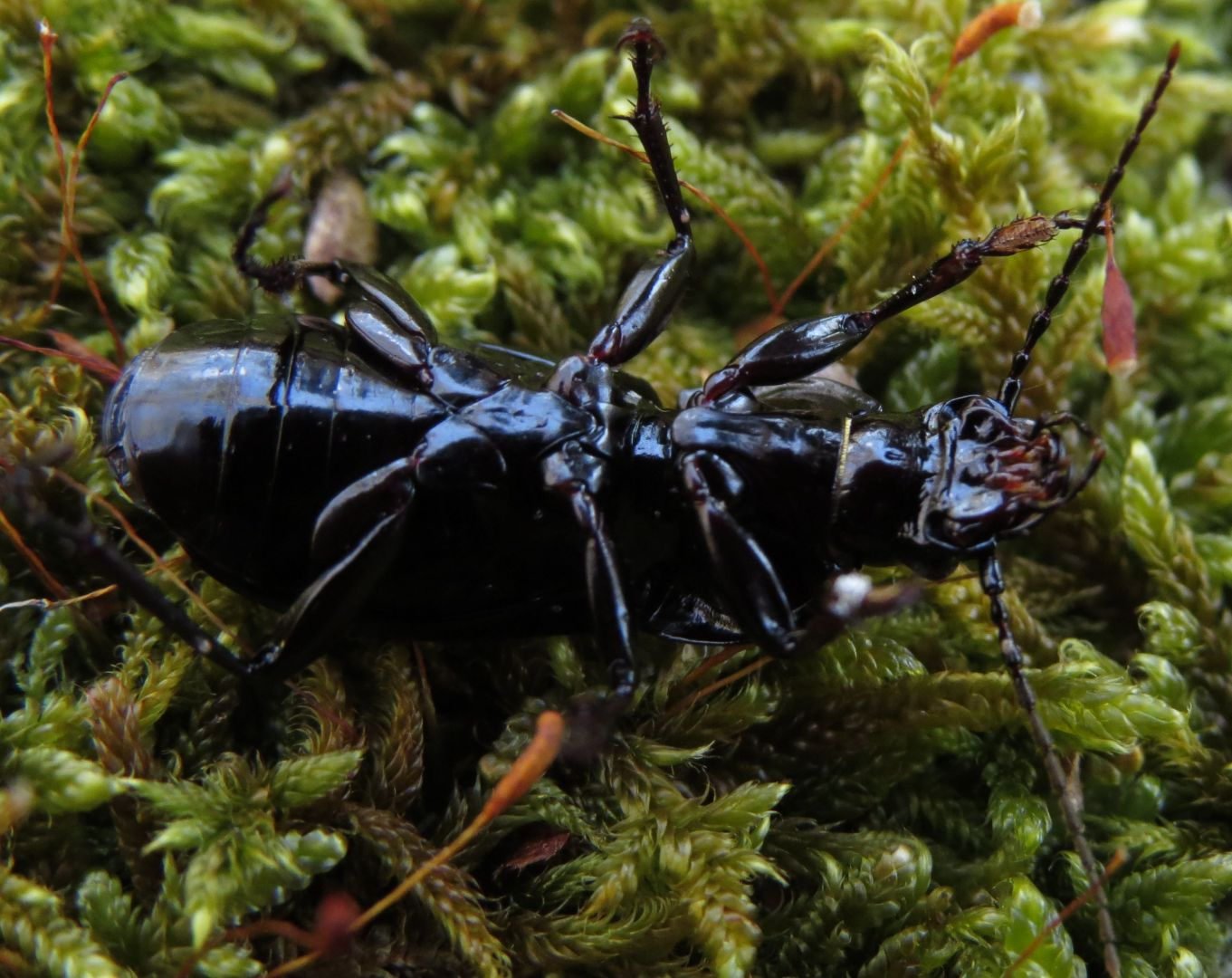
Abax parallelepipedus mâle dessous

Abax parallelepipedus, communément appelé Féronie noire , est une espèce de gros coléoptères forestiers que l'on pouvait communément autrefois trouver en Europe tempérée et du Sud, de la plaine à la moyenne montagne (forme plus petite en montagne). Il se raréfie puis est absent quand on s'approche des zones froides d'Europe du Nord. Il a survécu dans le bocage (breton notamment), lorsque ce bocage est constitué de haies « vives » et suffisamment interconnectées.
Attention, Feronia nigra est le synonyme d'une autre espèce, la Féronie commune (Pterostichus niger) mais qui ressemble à la Féronie noire.
Comme la plupart des autres Carabidae, cette espèce a des fonctions écologiques réputées importantes, en tant que prédateur des limaces en particulier. C'est à ce titre un auxiliaire de la sylviculture et de l'agriculture périforestière. Il pourrait être utilisé comme auxiliaire en agroforesterie.
Sa conservation à long terme nécessite que les forêts ne soient pas écologiquement fragmentées par les routes, et la restauration d'un maillage bocager constitué de haies vives et caractérisé par une bonne connectivité écopaysagère, car cet insecte est très sensible à la fragmentation forestière et à l'artificialisation de son habitat. La Trame verte et bleue, si elle est suffisamment dense et si elle reconnecte les boisements fragmentés devrait lui être favorable.

## Description
On le différencie d'autres espèces qui lui ressemblent (comme Pterostichus niger ou Zabrus tenebrioides) par l'absence de petits trous sur les élytres. Il est noir et ses cuticules sont lisses et brillantes. La taille  d’un adulte se situe entre 18 et 22 mm.

## Liste des sous-espèces
Selon BioLib (19 juin 2020) :
- sous-espèce Abax parallelepipedus alpigradus Schauberger, 1927
- sous-espèce Abax parallelepipedus audouini L. Dufour, 1851
- sous-espèce Abax parallelepipedus contractus Heer, 1841
- sous-espèce Abax parallelepipedus curtulus Fairmaire, 1856
- sous-espèce Abax parallelepipedus germanus Schauberger, 1927
- sous-espèce Abax parallelepipedus inferior Seidlitz, 1887
- sous-espèce Abax parallelepipedus lombardus A. Fiori, 1896
- sous-espèce Abax parallelepipedus parallelepipedus (Piller & Mitterpacher, 1783)
- sous-espèce Abax parallelepipedus subpunctatus Dejean, 1828

## Grande vulnérabilité aumorcellement des habitats
Plusieurs études basées sur des techniques de capture-marquage-recapture l'ont utilisé - dans le domaine de l'écologie du paysage - comme modèle pour étudier la capacité d'invertébrés carabidae à se déplacer dans le paysage selon différents patrons écopaysagers et selon les processus de modifications en cours dans ces paysages.
C'est l'une des espèces étudiées dans les années 1980, qui ont permis de démontrer l'importance de la fragmentation écologique du paysage par les routes, d'autres infrastructures ou l'agriculture (thèse de Françoise Burel, 1991). En effet, cet insecte typique des milieux boisés fermés, bien qu'il sache voler et soit capable de marcher rapidement sur d'assez longues distances fuit les espaces ouverts ou ne se déplace que sur des écotones boisés. Comme de nombreux invertébrés, il refuse de traverser les routes, même de modestes routes forestières où circulent peu de véhicules, voire pas de voiture du tout, quand elles sont fermées.
La technique de « Capture-marquage-recapture » puis le radio-tracking d'individus de cette espèce ont montré que les populations d'Abax ater sont caractérisées par une métapopulation d'individus distribués dans des populations locales vivant dans des bosquets et aux intersections de haies vives. À partir de ces sous-populations, des individus « disperseurs » ( « colonisateurs » ou « recolonisateurs ») circulent d'une sous-population à l'autre, dans les haies. Ces individus sont minoritaires, mais ont une grande importance pour la survie de l'espèce car ils contribuent à l'échange de gènes entre sous-population et à reconstituer des noyaux de population dans des zones d'où l'espèce aurait disparu.

La haie vive est donc un corridor biologique pour cette espèce, à condition qu'elle soit biologiquement interconnectée dans un maillage cohérent, lui-même connecté aux boisements et forêts.
Des études plus récentes ont confirmé qu'Abax parallelepipedus avait un très faible pouvoir de dispersion à partir des forêts ou noyaux boisés, ce qui explique sa disparition là où le bocage a disparu ou a été très ouvert ou fragmenté. Le bocage peut être - dans certaines conditions - un habitat de substitution permettant sa reproduction sur plusieurs générations. Des noyaux de population pouvaient survivre au moins un certain temps dans les nœuds du réseau écologique bocager, à condition que la structure de la végétation respecte ses besoins.